# گومیل د ایسان
گومیل د ایسان (به اسپانیایی: Gumiel de Izán) یک شهرستان در اسپانیا است.